# Philippe Streiff
Philippe Streiff, francoski dirkač Formule 1, *26. junij 1955, La Tronche, Francija, † 23. december 2022.
Philippe Streiff je debitiral v sezoni 1984, ko je nastopil le na zadnji dirki sezone za Veliko nagrado Portugalske, kjer pa je odstopil. V naslednji sezoni 1985 je dobil priložnost na petih dirkah in na zadnji dirki sezone za Veliko nagrado Avstralije je osvojil tretje mesto, svoj najboljši rezultat v karieri. Po dveh uvrstitvah v točke v sezonah 1986 in 1987 ter nobeni v sezoni 1988, je moral pred sezono 1989 nepričakovano končati kariero, saj je ostal po nesreči na testiranjih pred sezono prikovan na invalidski voziček.

## Popolni rezultati Formule 1
(legenda) (odebeljene dirke pomenijo najboljši štartni položaj, poševne pa najhitrejši krog, †-uvrščen kljub odstopu)
| Leto | Moštvo                               | Šasija        | Motor       | 1       | 2       | 3       | 4       | 5       | 6        | 7       | 8       | 9       | 10      | 11     | 12      | 13    | 14      | 15      | 16      | Prv | Toč |
| ---- | ------------------------------------ | ------------- | ----------- | ------- | ------- | ------- | ------- | ------- | -------- | ------- | ------- | ------- | ------- | ------ | ------- | ----- | ------- | ------- | ------- | --- | --- |
| 1984 | Equipe Renault Elf                   | Renault RE50  | Renault V6  | BRA     | JAR     | BEL     | SMR     | FRA     | MON      | KAN     | VZDA    | ZDA     | VB      | NEM    | AVT     | NIZ   | ITA     | EU      | POR Ret | -   | 0   |
| 1985 | Equipe Ligier Gitanes                | Ligier JS25   | Renault V6  | BRA     | POR     | SMR     | MON     | KAN     | VZDA     | FRA     | VB      | NEM     | AVT     | NIZ    | ITA 10  | BEL 9 | EU 8    |         | AVS 3   | 15. | 4   |
| 1985 | Tyrrell Racing Organisation          | Tyrrell 014   | Renault V6  |         |         |         |         |         |          |         |         |         |         |        |         |       |         | JAR Ret |         | 15. | 4   |
| 1986 | Data General Team Tyrrell            | Tyrrell 014   | Renault V6  | BRA 7   | ŠPA Ret | SMR Ret |         |         | KAN 11   |         |         |         |         |        |         |       |         |         |         | 14. | 3   |
| 1986 | Data General Team Tyrrell            | Tyrrell 015   | Renault V6  |         |         |         | MON 11  | BEL 12  |          | VZDA 9  | FRA Ret | VB 6    | NEM Ret | MAD 8  | AVT Ret | ITA 9 | POR Ret | MEH Ret | AVS 5   | 14. | 3   |
| 1987 | Data General Team Tyrrell            | Tyrrell DG016 | Cosworth V8 | BRA 11  | SMR 8   | BEL 9   | MON Ret | VZDA 14 | FRA 6    | VB Ret  | NEM 4   | MAD 9   | AVT Ret | ITA 12 | POR 12  | ŠPA 7 | MEH 8   | JAP 12  | AVS Ret | 15. | 4   |
| 1988 | Automobiles Gonfaronnaises Sportives | AGS JH23      | Cosworth V8 | BRA Ret | SMR 10  | MON DNS | MEH 12  | KAN Ret | VZDA Ret | FRA Ret | VB Ret  | NEM Ret | MAD Ret | BEL 10 | ITA Ret | POR 9 | ŠPA Ret | JAP 8   | AVS 11  | -   | 0   |